# Матвеевская (Чушевицкий сельсовет)
Матвеевская — деревня в Верховажском районе Вологодской области.
Входит в состав Чушевицкого сельского поселения (с 1 января 2006 года по 8 апреля 2009 года входила в Верхнетерменгское сельское поселение), с точки зрения административно-территориального деления — в Верхнетерменгский сельсовет.
Расстояние до районного центра Верховажья по автодороге — 41,5 км, до центра муниципального образования Чушевиц по прямой — 25 км. Ближайшие населённые пункты — Великодворская, Терентьевская, Жаворонково, Кочеварский Погост.
По переписи 2002 года население — 7 человек.